# 廣優樹
廣 優樹（ひろ ゆうき、1979年 - ）は、日本のNPO法人の二枚目の名刺の代表。

## 経歴
1979年生まれ。慶應義塾大学経済学部卒業。在学中はラグビー部に所属。オックスフォード大学 経営学修士課程（MBA）修了。
2002年、日本銀行入社。金融機関・金融市場モニタリング、経済調査を担当。2005年~2007年、経済産業省にて、金融制度設計。2014年、商社にて食料部門の海外事業開発・投資を担当。
2021年、第3回「Otemachi Discovery Salon 社会人が“社会のこれからを創る”ために、新しい参加の活動を学ぶ」開催。

### NPO法人「二枚目の名刺」の設立
イギリス留学中に、参加したプロジェクトとして、ベトナム商工会議所に農産物の対日輸出促進プランを作成。その際に、組織を離れた個人として、本業以外でも価値を生み出すことができる、失敗は数多かったが、自分自身の資産として還元される、という確信を持つ。
2009年に、NPO法人「二枚目の名刺」を設立。本業で持つ1枚目の名刺のほかに、社会を創ることに取組む個人名刺を2枚目の名刺と称して、NPOと社会人の接点を位置付け、社会人の変化・成長を促すことを提唱。ソーシャルセクター、企業の発展を同時に後押しするモデルを誕生させた。